# 2-二甲基氨基-6-羟基嘌呤
2-二甲基氨基-6-羟基嘌呤（也称N2,N2-二甲基鸟嘌呤，m22G）是一种含氮杂环有机化合物，化学式为C7H9N5O，是鸟嘌呤的二甲基化产物，在tRNA和rRNA中作为特殊组成的碱基。